# Marek Grechuta
 (mai 2010).
Si vous disposez d'ouvrages ou d'articles de référence ou si vous connaissez des sites web de qualité traitant du thème abordé ici, merci de compléter l'article en donnant les références utiles à sa vérifiabilité et en les liant à la section « Notes et références ».
Marek Michał Grechuta, né le 10 décembre 1945 à Zamość en Pologne et décédé le 9 octobre 2006 à Cracovie en Pologne, est un chanteur, poète, compositeur et peintre polonais. Il suivit des études d'architecture avant de connaître un grand succès sur la scène musicale polonaise. Il s'intéressa également à la sculpture et à la philosophie.
Son œuvre musicale se définit ordinairement comme une forme douce de rock progressif accompagnée de fortes influences jazz-rock (particulièrement au cours de la première période de son œuvre), de chansons d'auteur et de « poésies chantées ».

## Biographie

### Jeunesse et premières récompenses
Marek Grechuta suit les cours de piano dispensés par l'organiste de la ville de Chylice, où il passe son enfance. Il retourne à Zamość, sa ville natale, en 1957. Il entre au lycée Jan Zamoyski. Il participe à un groupe de Rock and Roll qui interprète les chansons d'Elvis Presley, Paul Anka et d'autres.
En 1963, Il passe le bac et déménage à Cracovie. Il y commence des études d'architecture à l'École Polytechnique de la ville. Il rencontre alors Jan Kanty Pawluśkiewicz avec lequel il écrit ses premières chansons et fonde en 1966 Kabaret Architektów Anawa (le Cabaret d'architectes Anawa, Anawa vient du français en avant). Anawa propose au public un mélange de sketchs et de chansons poétiques. En 1967, le groupe participe et remporte la seconde place au Studencki Festiwal Piosenki (Festival Étudiants de Chanson) à Cracovie. Sa prestation, très appréciée, lui ouvre les portes du monde de la chanson. Commence alors une suite de concerts qui rendra le groupe célèbre. En 1968, au VIe Festival National de Chanson Polonaise d'Opole, Grechuta, toujours accompagné du groupe Anawa, remporte le Prix des Journalistes pour la chanson Serce (Mon cœur). L'année suivante, il remporte l'une des récompenses principales, le Prix TVP pour la chanson Wesele (Noces).
Avec le groupe Anawa, Grechuta enregistre ces deux premiers disques, Marek Grechuta & Anawa en 1970, composé de chansons poétiques de cabaret mêlées à des influences « néo-baroques », et Korowód en 1971, combinaison de protest song et de chansons poétiques dont certaines seront de grand succès comme Ocalić od zapomnienia (Sauver de l'oubli) et Dni, których nie znamy (Les jours que nous ne connaissons pas). Cette année, au IXe Festival d'Opole, Grechuta remporte la principale récompense avec la chanson-titre de son album Korowód.

### Évolution de son œuvre
En 1971, Grechuta abandonne le groupe Anawa et forme un nouveau groupe, WIEM (W Innej Epoce Muzycznej – Dans une Autre Époque Musicale). En compagnie de ce groupe, il enregistre deux albums, Droga za widnokres en 1972 et Magia obłoków en 1974. Plus orientés vers le jazz-rock, ces albums de Grechuta mêlent à ses propres textes, ceux de poètes tels que Wincenty Faber (pl) et Tadeusz Nowak (pl).
L'influence jazz-rock diminue à partir de 1975 lorsque Grechuta reprend la collaboration avec Pawluśkiewicz qui l'encourage à écrire à partir de textes de Witkacy. Ce travail aboutira à la musique de l'album Szalona lokomotywa sorti en 1977 et à la comédie musicale du même nom.
En 1976, Marek Grechuta entame sa participation au club Piwnica pod Baranami (Caveau aux Béliers, grand cabaret littéraire de Cracovie) qui dure près de 10 ans. Il se consacre alors à l'écriture de chansons pour enfants, à des représentations à l'étranger et à une recherche de composition sur les textes du poète Tadeusz Nowak (pl) dont il fera un album en 1979. Il compose un album en 1981, Śpiewające obrazy (peintures chantantes), inspiré de la peinture impressionniste.
En 1984, il enregistre un disque en collaboration avec Krystyna Janda, W malinowym chruśniaku, inspiré de poèmes de Bolesław Leśmian. En 1987, il écrit la musique d'accompagnement d'une pièce théâtrale de Jan Brzechwa, Kopciuszek (Cendrillon). Durant cette décennie, Grechuta se sera produit aux États-Unis, en Australie et dans les pays de l'Europe de l'Ouest.
Au cours des années 1990, ses apparitions se feront plus rares.
En 2001, Grechuta reçoit pour la première fois un disque d'or pour son album Dni ktorych nie znamy. C'est l'occasion pour la maison de disques Pomaton de rééditer l'intégralité de l'œuvre de l'artiste qui est alors découverte par la nouvelle génération.
Il réalise en 2003 une reprise du tube Kraków du groupe Myslowitz que l'on peut trouver sur leur double album The Best Of Myslowitz.
Son dernier album qui est sorti en 2004, plus intimiste, évoque les lieux et les moments importants de sa vie.
En 2006, au festival de Chanson d'Opole, Marek Grechuta reçut le prix d'honneur, le prix du président de TVP.

### Vie privée
Tout au long de sa vie, Marek Grechuta se garde d'exposer sa vie privée.
En 1970, il se marie avec Danuta avec laquelle il a un fils, Lukasz, diplômé de l'Académie des Beaux-Arts.
En 1999, Marek Grechuta participe au programme Ktokolwiek widział, ktokolwiek wie (programme de télévision recherchant les personnes disparues), dans lequel il communique sur la disparition de son fils. Son fils est retrouvé 8 mois plus tard. En fait, il est parti en Italie pour 2 ans.
Grechuta souffre d'état dépressif qui l'éloigne peu à peu de la vie publique et de la scène.

### Décès et hommages
Le 9 octobre 2006, Marek Grechuta décède. Il souffrait de problèmes de circulation sanguine et d'un cancer. Le 17 octobre 2006, il est enterré dans l'allée Aleja Zasłużonych du cimetière Rakowicki à Cracovie. Une messe à l'église Mariacki (basilique Sainte-Marie de Cracovie) précéda l'inhumation. Pendant la messe, les artistes de Piwnica Pod Baranami chantèrent. La sortie du cercueil de l'église fut accompagnée par la chanson Ocalić od zapomnienia composée par l'artiste.
Pour son action exceptionnelle en faveur de la culture polonaise et pour sa réussite artistique, Marek Grechuta reçut à titre posthume, du président Lech Kaczyński, la Croix de Commandeur de l'Ordre de la Renaissance de la Pologne.
Le 9 novembre 2007, pour le premier anniversaire de sa mort, un monument en sa mémoire fut inauguré au cimetière Rakowicki.
En 2009 sort un film documentaire sur la vie de Marek Grechuta, Gdziekolwiek będę…, réalisé par Piotr Poraj-Poleski.
La Banque Nationale Polonaise prévoit l'émission en 2010 d'une monnaie à l'effigie de Marek Grechuta dans le cadre de la série « Historia polskiej muzyki rozrywkowej » (l'histoire de la musique populaire polonaise).

## Discographie
- 1970 Anawa
- 1971 Korowód
- 1972 Droga za widnokres
- 1974 Magia obłoków
- 1977 Szalona lokomotywa
- 1978 Złote przeboje
- 1979 Pieśni M. Grechuty do słów Tadeusza Nowaka
- 1981 Śpiewające obrazy
- 1984 W malinowym chruśniaku
- 1987 Wiosna - ach to ty
- 1989 Krajobraz pełen nadziei
- 1990 Ocalić od zapomnienia
- 1990 Złote przeboje
- 1993 Jeszcze pożyjemy
- 1994 Dziesięć ważnych słów
- 1995 The best
- 2003 Niezwykłe miejsca